# Plantă
Regnum Plantae este o categorie sistematică care cuprinde organismele pluricelulare fotosintetizante, adaptate primar la viața terestră. Acest regn se împarte în briofite (mușchi), pteridofite (ferigi), spermatofite (gimnosperme și angiosperme). Conform modificărilor și noilor clasificări taxonomice, regnul plantelor include și alge (verzi, roșii, Glaucophyta), dar în sistemul unor țări, acestea fac parte din regnul Protista. 
Plantă este și nume generic dat organismelor vegetale, cu o organizare mai simplă decât a animalelor și care își extrag hrana prin rădăcini, caracterizându-se prin prezența clorofilei, prin faptul că membrana celulei este formată din celuloză și, în cazul speciilor superioare, prin alcătuirea corpului din rădăcină, tulpină și frunze.

## Caracterele generale ale organismelor ce sunt încadrate în Regnul Plantae

### Organisme pluricelulare
Toate organismele încadrate în Regnul Plantae au corpul format din mai multe celule diferențiate între ele.

### Organisme fotosintetizante
Plantele sunt organisme în marea majoritate a cazurilor autotrofe, care își pregătesc singure hrana din substanțe minerale, apă și dioxid de carbon în procesul de fotosinteză folosind drept sursă de energie, lumina solară.

### Organisme adaptate primar la viața terestră

#### Avantajele vieții terestre în comparație cu viața în mediul acvatic
- Lumina abundentă. Lumina este un factor esențial pentru desfășurarea procesului de fotosinteză, proces indispensabil vieții plantelor. În mediul acvatic, factorul lumină este puternic restricționat de: a) turbiditatea apei; b) adâncimea apei.

- dioxidul de carbon din atmosferă este suficient și nu mai este un factor restrictiv asupra fotosintezei, cum se întâmplă adeseori în apă.

- Mediul terestru nu era ocupat de forme de viață competitive pentru plante.

#### Adaptări ale plantelor la mediul de viață terestru
- Apariția țesuturilor conducătoare.
- Prezența cuticulei.
- Prezența stomatelor.
- Apariția semințelor.

Secundar unele plante s-au adapta la mediul de viață acvatic (plante hidrofite).

## Reproducerea
Reproducerea reprezintă un proces de multiplicare al organismelor, și este deci caracteristică și plantelor. Plantele se pot multiplica prin reproducere asexuată, reproducere sexuată sau reproducere care cuprinde ambele tipuri enumerate anterior. Indiferent de tipul de reproducere, stadiul de la care se pornește poartă numele de germene. Reproducerea sexuată se face cu ajutorul germenilor sexuați, iar reproducerea asexuată se face cu ajutorul germenilor asexuați. Germenii sexuați poartă numele de zigoți. Germenii asexuați pot fi de două feluri specializați și nespecializați. Germenii specializați asexuați pot fi spori sau zoospori. Germenii asexuați nespecializați pot fi: bulbi, rizomi, tuberculi, sau fragmente de organe vegetative.
Au fost descrise la plante, folosindu-se drept criteriu circulația informației genetice de la ascendenți la descendenți trei sisteme de reproducere. 
1. Sistemul de reproducere biparentală prin fertilizare încrucișată
2.Sistemul de reproducere uniparentală prin autofecundare
3.Sistemul de reproducere uniparentală fără fertilizare.

### Sistemul de reproducere biparentală prin fertilizare încrucișată
Această formă de reproducere este o reproducere sexuată. Ea implică participarea la actul reproducerii a doi genitori diferiți genetic și fecundație. Rezultă un descendent ce primește două fluxuri informaționale. Acest sistem este cea mai importantă sursă de variabilitate intraspeifică (care are loc în interiorul unei specii). Tipul este întâlnit la plantele inferioare și la cele superioare ce posedă flori unisexuate sau hermafrodite.

### Sistemul de reproducere uniparentală prin autofecundare
În acest tip de reproducere sexuată participă o singură plantă genitoare hermafrodită sau unisexuată monoică și autofecundarea. Descendenții primesc un singur flux informațional. Acest sistem oferă avantajul că planta se poate reproduce și se pot asigura menținerea și multiplicarea genotipurilor bine adaptate.

### Sistemul de reproducere uniparentală fără fertilizare.
Este un sistem de reproducere asexuată, în care nu are loc procesul de fecundare. Se implică în acest caz o singură plantă genitoare. Descendenții primesc în acest caz un singur flux informațional.
Sistemul se întâlnește sub două forme:
a) apomixie vegetativă
b) agamospermie

### Concluzii
Cele trei sisteme de reproducere au fiecare dintre ele avantaje și dezavantaje. Ele nu sunt complet delimitate. Astfel în cadrul unei specii pot să existe împreună două sau trei sisteme de reproducere. Într-un anumit moment poate să domine unul dintre aceste sisteme în funcție de condițiile concrete de mediu.
Scopul final al reproducerii este supraviețuirea speciei.

## Studiul plantelor
Dintre lucrările științifice care tratează plantele cele mai reprezentative sunt cele ce poartă denumirea de Floră. Aceste lucrări tratează în modul cel mai amănunțit posibil totalitatea plantelor dintr-o anumită regiune sau dintr-o anumită țară.

## Clasificarea regnului Plantae
În legătură cu clasificarea regnului Plantae, ca de altfel în toate clasificările, există mai multe păreri, iar unele dintre acestea pot fi asemănătoare sau mai puțin asemănătoare. Cea mai recentă clasificare din literatura română de specialitate este cea a prof. univ. dr. Vasile Ciocârlan care a fost publicată în lucrarea Flora Ilustrată a României, Editura Ceres, București,2000. 
Dintre clasificările existente amintim:
- Clasificarea Regnului Plantae după Al. Beldie 1977

- Clasificarea Regnului Plantae după Anca Sârbu, 1999

- Clasificarea Regnului Plantae după Flora Ilustrată a României, V. Ciocârlan, 2000

- Clasificarea Regnului Plantae după Systema Naturae 2000

## Bolile plantelor
Prin noțiunea de boală se înțelege orice tulburare de ordin fiziologic sau anatomo- morfologic care se manifestă pe întreaga plantă sau numai pe anumite organe ale acesteia. În funcție de natura cauzelor care le provoacă, bolile plantelor pot fi infecțioase (parazitare) și neinfecțioase (fiziologice). Bolile infecțioase (parazitare) sunt provocate de diferiți agenți patogeni din categoria micro-organisemelor și a plantelor superioare parazite. În raport cu agenții patogeni care le provoacă, bolile infecțioase pot fi: 
- viroze = boli provocate de virusuri;
- bacterioze = boli provocate de bacterii
- micoze = boli cauzate de ciuperci;
- antofitoze = boli provocate de antofite parazite. Bolile neinfecțioase (fiziologice) sunt provocate de o serie de factori de mediu (umiditate, temperatură, sol, poluarea mediului etc.) care determină perturbări în procesele fiziologice și în morfologia și anatomia plantelor. Bolile neinfecțioase nu se transmit de la o plantă la alta.

## Protecția plantelor
Protecția plantelor este știința care se ocupa cu studiul bolilor și al dăunătorilor plantelor de cultură, precum și cu măsurile de prevenire și combatere a acestora. Ea cuprinde două discipline: fitopatologia și entomologia.

## Medalia florilor
Cea mai veche reprezentare a unei plante care a fost găsită datează de acum 7000 de ani de pe o medalie descoperită într-un mormânt din Altai. Pe această medalie este reprezentat un trandafir.